# 麥克·奎格利

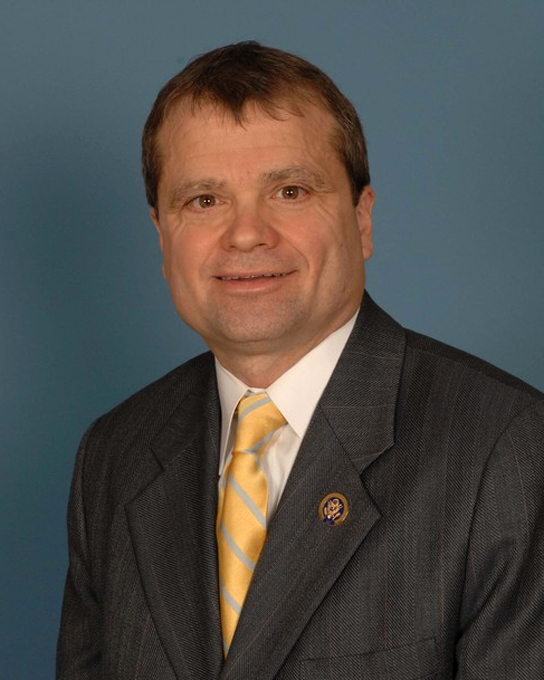
麥克·奎格利的相片

麥克·奎格利（Mike Quigley；1958年10月17日—）是美國的一位政治人物。自2009年開始，他是伊利諾州第5選舉區選出的美國眾議院議員。他的黨籍是民主黨。他擁有芝加哥大學的公共政策碩士學位。2017年，他提交了COVFEFE法案，该法案建议將美國總統的推特帖文和在其他社交媒体上的互動加以保存，並由國家檔案和記錄管理局存儲。